# Kappa (ketel)
Een kappa (ook geschreven als kapa) is een ijzeren kookketel die gebruikt werd tijdens de productie van suiker op de suikerrietplantages in Suriname. De kappa maakte deel uit van de handmatige verwerking van suikerriet op de plantages in de voorindustriële tijd, ten tijde van de slavernij.
In de kappa werd het sap van de suikerriet (lika) ingekookt. Hier werd ongebluste kalk aan toegevoegd om het sap te zuiveren. De dikke grijsbruine schuimlaag werd hier afgeschept zodat de massa helder bleef. Een bosroman borstelde de suikerkristallen van de rand af terug de massa in.
Wanneer de siroop (stroop) voldoende was ingedikt, ging het kristalliseren, waarna de kappa in fasen leeggeschept kon worden. Dit waren suikerbroden van circa vijftig centimeter hoog die in kratten naar Paramaribo werden vervoerd. In raffinaderijen in Nederland werden ze opnieuw gesmolten, nog verder gezuiverd en verkocht.

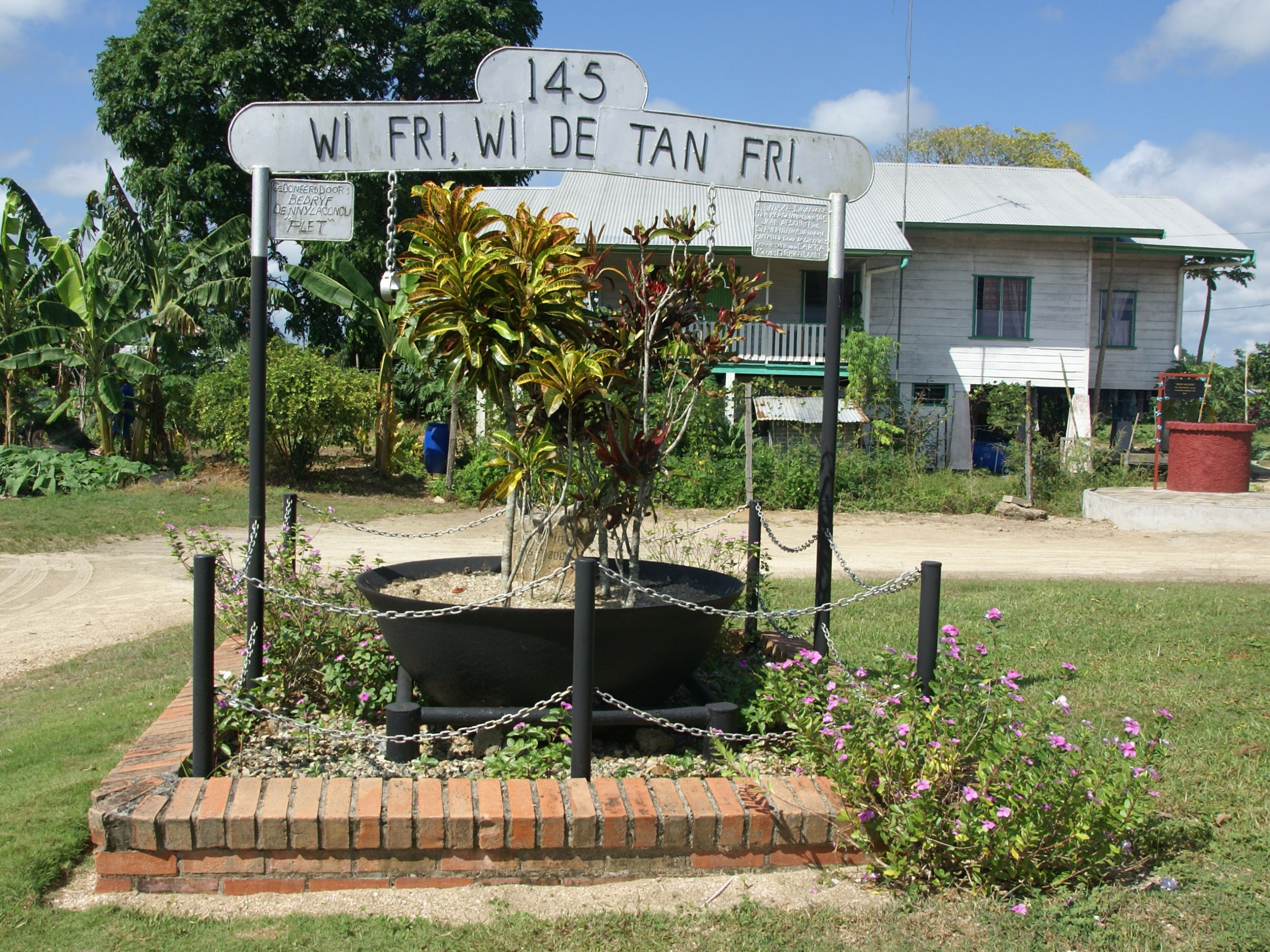
Een kappa maakt deel uit van het monument ter herdenking van 145 jaar afschaffing van de slavernij op het Monumentenplein in Groningen (Suriname)